# Natación en los Juegos Olímpicos de Londres 2012 – 100 metros estilo libre masculino
El evento de 100 metros estilo libre masculino de natación olímpica en los Juegos Olímpicos de Londres 2012 tuvo lugar entre el 31 de julio y el 1 de agosto en el  Centro Acuático de Londres.

## Récords
Antes de esta competición, los récords mundial y olímpico eran:
| Récord del Mundo | César Cielo (BRA)    | 46.91 | Roma, Italia | 30 de julio de 2009  |
| Récord Olímpico  | Eamon Sullivan (AUS) | 47.05 | Pekín, China | 13 de agosto de 2008 |

## Resultados

### Series

#### Serie 1
| Rank | Línea | Nombre                   | Nacionalidad   | Tiempo | Notas |
| ---- | ----- | ------------------------ | -------------- | ------ | ----- |
| 1    | 4     | Mamadou Soumare          | Malí (MLI)     | 57.32  |       |
| 2    | 5     | Ahmed Husam              | Maldivas (MDV) | 57.53  |       |
| 3    | 6     | Ammaar Ghadiyali         | Tanzania (TAN) | 61.07  |       |
| 4    | 3     | Beni Bertrand Binobagira | Burundi (BDI)  | 64.57  |       |

#### Serie 2
| Rank | Línea | Nombre           | Nacionalidad       | Tiempo | Notas |
| ---- | ----- | ---------------- | ------------------ | ------ | ----- |
| 1    | 4     | Esau Simpson     | Granada (GRN)      | 53.26  |       |
| 2    | 2     | Sergey Krovyakov | Turkmenistán (TKM) | 54.43  | RN    |
| 3    | 3     | Paul Elaisa      | Fiyi (FIJ)         | 54.87  |       |
| 4    | 5     | Niall Roberts    | Guyana (GUY)       | 55.66  |       |
| 5    | 1     | Tamir Andryei    | Mongolia (MGL)     | 56.37  |       |
| 6    | 6     | Shane Mangroo    | Seychelles (SEY)   | 56.46  |       |
| 7    | 7     | Omar Núñez       | Nicaragua (NIC)    | 57.11  |       |
| 8    | 8     | Israr Hussain    | Pakistán (PAK)     | 57.86  |       |

#### Serie 3
| Rank | Línea | Nombre             | Nacionalidad    | Tiempo | Notas |
| ---- | ----- | ------------------ | --------------- | ------ | ----- |
| 1    | 4     | Sidni Hoxha        | Albania (ALB)   | 51.11  | RN    |
| 2    | 2     | Kevin Ávila Soto   | Guatemala (GUA) | 51.44  |       |
| 3    | 5     | Andrew Chetcuti    | Malta (MLT)     | 51.67  | RN    |
| 4    | 3     | Jemal le Grand     | Aruba (ARU)     | 51.86  |       |
| 5    | 7     | Andrew Rutherfurd  | Bolivia (BOL)   | 52.57  |       |
| 6    | 6     | Mohammed Bidarian  | Irán (IRI)      | 52.93  |       |
| 7    | 8     | Christopher Duenas | Guam (GUM)      | 53.37  |       |
| 8    | 1     | Mikael Koloyan     | Armenia (ARM)   | 53.82  |       |

#### Serie 4
| Rank | Línea | Nombre                  | Nacionalidad                               | Tiempo | Notas |
| ---- | ----- | ----------------------- | ------------------------------------------ | ------ | ----- |
| 1    | 5     | Kemal Arda Gurdal       | Turquía (TUR)                              | 48.71  |       |
| 2    | 7     | Uvis Kalnins            | Letonia (LAT)                              | 49.96  |       |
| 3    | 6     | Benjamin Hockin         | Paraguay (PAR)                             | 50.12  |       |
| 4    | 3     | Nabil Kebbab            | Argelia (ALG)                              | 50.37  |       |
| 5    | 4     | Yauhen Tsurkin          | Bielorrusia (BLR)                          | 50.53  |       |
| 6    | 1     | Gabriel Melconian Alvez | Uruguay (URU)                              | 50.68  |       |
| 7    | 8     | Branden Whitehurst      | Islas Vírgenes de los Estados Unidos (ISV) | 51.04  |       |
| —    | 2     | George Bovell           | Trinidad y Tobago (TRI)                    | —      | DNS   |

#### Serie 5
| Rank | Línea | Nombre              | Nacionalidad                  | Tiempo | Notas |
| ---- | ----- | ------------------- | ----------------------------- | ------ | ----- |
| 1    | 4     | Norbert Trandafir   | Rumania (ROU)                 | 49.02  |       |
| 2    | 2     | Martin Verner       | República Checa (CZE)         | 49.49  |       |
| 3    | 6     | David Dunford       | Kenia (KEN)                   | 49.60  |       |
| 4    | 7     | Mindaugas Sadauskas | Lituania (LTU)                | 49.78  |       |
| 5    | 8     | Dominik Meichtry    | Suiza (SUI)                   | 49.95  |       |
| 6    | 1     | Kristian Gkolomeev  | Grecia (GRE)                  | 50.08  |       |
| —    | 3     | Lu Zhiwu            | República Popular China (CHN) | —      | DNS   |
| —    | 5     | Dominik Kozma       | Hungría (HUN)                 | —      | DNS   |

#### Serie 6
| Rank | Línea | Nombre           | Nacionalidad         | Tiempo | Notas |
| ---- | ----- | ---------------- | -------------------- | ------ | ----- |
| 1    | 5     | Nathan Adrian    | Estados Unidos (USA) | 48.19  | Q     |
| 2    | 1     | Gideon Louw      | Sudáfrica (RSA)      | 48.29  | Q     |
| 3    | 7     | Brett Fraser     | Islas Caimán (CAY)   | 48.54  | Q     |
| 4    | 3     | Nikita Lobintsev | Rusia (RUS)          | 48.60  | Q     |
| 5    | 4     | César Cielo      | Brasil (BRA)         | 48.67  | Q     |
| 6    | 2     | Filippo Magnini  | Italia (ITA)         | 49.18  |       |
| 7    | 8     | Adam Brown       | Reino Unido (GBR)    | 49.20  |       |
| —    | 6     | Danila Izotov    | Rusia (RUS)          | —      | DNS   |

#### Serie 7
| Rank | Línea | Nombre           | Nacionalidad    | Tiempo | Notas |
| ---- | ----- | ---------------- | --------------- | ------ | ----- |
| 1    | 8     | Pieter Timmers   | Bélgica (BEL)   | 48.57  | RN,Q  |
| 2    | 7     | Konrad Czerniak  | Polonia (POL)   | 48.63  | Q     |
| 3    | 4     | James Roberts    | Australia (AUS) | 48.93  | Q     |
| =    | 5     | Yannick Agnel    | Francia (FRA)   | 48.93  | Q     |
| 5    | 2     | Hanser Garcia    | Cuba (CUB)      | 48.97  | Q     |
| 6    | 6     | Marco di Carli   | Alemania (GER)  | 49.03  |       |
| 7    | 3     | Graeme Moore     | Sudáfrica (RSA) | 49.29  |       |
| 8    | 1     | Nicolas Oliveira | Brasil (BRA)    | 49.51  |       |

#### Serie 8
| Rank | Línea | Nombre                | Nacionalidad         | Tiempo | Notas |
| ---- | ----- | --------------------- | -------------------- | ------ | ----- |
| 1    | 2     | Sebastiaan Verschuren | Países Bajos (NED)   | 48.37  | Q     |
| 2    | 4     | James Magnussen       | Australia (AUS)      | 48.38  | Q     |
| 3    | 5     | Brent Hayden          | Canadá (CAN)         | 48.51  | Q     |
| 4    | 7     | Cullen Jones          | Estados Unidos (USA) | 48.61  | Q     |
| 5    | 3     | Fabien Gilot          | Francia (FRA)        | 48.95  | Q     |
| 6    | 1     | Shaune Fraser         | Islas Caimán (CAY)   | 48.99  | Q     |
| 7    | 6     | Luca Dotto            | Italia (ITA)         | 49.43  |       |
| 8    | 8     | Stefan Nystrand       | Suecia (SWE)         | 49.55  |       |

#### Sumario
| Rank | Series | Línea | Nombre                   | Nacionalidad                               | Tiempo | Notas |
| ---- | ------ | ----- | ------------------------ | ------------------------------------------ | ------ | ----- |
| 1    | 6      | 5     | Nathan Adrian            | Estados Unidos (USA)                       | 48.19  | Q     |
| 2    | 6      | 1     | Gideon Louw              | Sudáfrica (RSA)                            | 48.29  | Q     |
| 3    | 8      | 2     | Sebastiaan Verschuren    | Países Bajos (NED)                         | 48.37  | Q     |
| 4    | 8      | 4     | James Magnussen          | Australia (AUS)                            | 48.38  | Q     |
| 5    | 8      | 5     | Brent Hayden             | Canadá (CAN)                               | 48.51  | Q     |
| 6    | 6      | 7     | Brett Fraser             | Islas Caimán (CAY)                         | 48.54  | Q     |
| =    | 7      | 8     | Pieter Timmers           | Bélgica (BEL)                              | 48.57  | RN, Q |
| 8    | 6      | 3     | Nikita Lobintsev         | Rusia (RUS)                                | 48.60  | Q     |
| 9    | 8      | 7     | Cullen Jones             | Estados Unidos (USA)                       | 48.61  | Q     |
| 10   | 6      | 4     | César Cielo              | Brasil (BRA)                               | 48.67  | Q     |
| 10   | 7      | 7     | Konrad Czerniak          | Polonia (POL)                              | 48.63  | Q     |
| 12   | 7      | 4     | James Roberts            | Australia (AUS)                            | 48.93  | Q     |
| =    | 7      | 5     | Yannick Agnel            | Francia (FRA)                              | 48.93  | Q     |
| 14   | 8      | 3     | Fabien Gilot             | Francia (FRA)                              | 48.95  | Q     |
| 15   | 7      | 2     | Hanser Garcia            | Cuba (CUB)                                 | 48.97  | Q     |
| 16   | 8      | 1     | Shaune Fraser            | Islas Caimán (CAY)                         | 48.99  | Q     |
| 17   | 5      | 4     | Norbert Trandafir        | Rumania (ROU)                              | 49.02  |       |
| 18   | 7      | 6     | Marco di Carli           | Alemania (GER)                             | 49.03  |       |
| 19   | 6      | 2     | Filippo Magnini          | Italia (ITA)                               | 49.18  |       |
| 20   | 6      | 8     | Adam Brown               | Reino Unido (GBR)                          | 49.20  |       |
| 21   | 7      | 3     | Graeme Moore             | Sudáfrica (RSA)                            | 49.29  |       |
| 22   | 8      | 6     | Luca Dotto               | Italia (ITA)                               | 49.43  |       |
| 23   | 5      | 2     | Martin Verner            | República Checa (CZE)                      | 49.49  |       |
| 24   | 7      | 1     | Nicolas Oliveira         | Brasil (BRA)                               | 49.51  |       |
| 25   | 8      | 8     | Stefan Nystrand          | Suecia (SWE)                               | 49.55  |       |
| 26   | 5      | 6     | David Dunford            | Kenia (KEN)                                | 49.60  |       |
| 27   | 4      | 5     | Kemal Arda Gurdal        | Turquía (TUR)                              | 49.71  |       |
| 28   | 5      | 7     | Mindaugas Sadauskas      | Lituania (LTU)                             | 49.78  |       |
| 29   | 5      | 8     | Dominik Meichtry         | Suiza (SUI)                                | 49.95  |       |
| 30   | 4      | 7     | Uvis Kalnins             | Letonia (LAT)                              | 49.96  |       |
| 31   | 5      | 1     | Kristian Gkolomeev       | Grecia (GRE)                               | 50.08  |       |
| 32   | 4      | 6     | Benjamin Hockin          | Paraguay (PAR)                             | 50.12  |       |
| 33   | 4      | 3     | Nabil Kebbab             | Argelia (ALG)                              | 50.37  |       |
| 34   | 4      | 4     | Yauhen Tsurkin           | Bielorrusia (BLR)                          | 50.53  |       |
| 35   | 4      | 1     | Gabriel Melconian Alvez  | Uruguay (URU)                              | 50.68  |       |
| 36   | 4      | 8     | Branden Whitehurst       | Islas Vírgenes de los Estados Unidos (ISV) | 51.04  |       |
| 37   | 3      | 4     | Sidni Hoxha              | Albania (ALB)                              | 51.11  | RN    |
| 38   | 3      | 2     | Kevin Ávila Soto         | Guatemala (GUA)                            | 51.44  |       |
| 39   | 3      | 5     | Andrew Chetcuti          | Malta (MLT)                                | 51.67  | RN    |
| 40   | 3      | 3     | Jemal le Grand           | Aruba (ARU)                                | 51.86  |       |
| 41   | 3      | 7     | Andrew Rutherfurd        | Bolivia (BOL)                              | 52.57  |       |
| 42   | 3      | 6     | Mohammed Bidarian        | Irán (IRI)                                 | 52.93  |       |
| 43   | 2      | 4     | Esau Simpson             | Granada (GRN)                              | 53.26  |       |
| 44   | 3      | 8     | Christopher Duenas       | Guam (GUM)                                 | 53.37  |       |
| 45   | 3      | 1     | Mikael Koloyan           | Armenia (ARM)                              | 53.82  |       |
| 46   | 2      | 2     | Sergey Krovyakov         | Turkmenistán (TKM)                         | 54.43  | RN    |
| 47   | 2      | 3     | Paul Elaisa              | Fiyi (FIJ)                                 | 54.87  |       |
| 48   | 2      | 5     | Niall Roberts            | Guyana (GUY)                               | 55.66  |       |
| 49   | 2      | 1     | Tamir Andryei            | Mongolia (MGL)                             | 56.37  |       |
| 50   | 2      | 6     | Shane Mangroo            | Seychelles (SEY)                           | 56.46  |       |
| 51   | 2      | 7     | Omar Núñez               | Nicaragua (NIC)                            | 57.11  |       |
| 52   | 1      | 4     | Mamadou Soumare          | Malí (MLI)                                 | 57.32  |       |
| 53   | 1      | 5     | Ahmed Husam              | Maldivas (MDV)                             | 57.53  |       |
| 54   | 2      | 8     | Israr Hussain            | Pakistán (PAK)                             | 57.86  |       |
| 55   | 1      | 6     | Ammaar Ghadiyali         | Tanzania (TAN)                             | 61.07  |       |
| 56   | 1      | 3     | Beni Bertrand Binobagira | Burundi (BDI)                              | 64.57  |       |
| —    | 4      | 2     | George Bovell            | Trinidad y Tobago (TRI)                    | —      | DNS   |
| —    | 5      | 3     | Lu Zhiwu                 | República Popular China (CHN)              | —      | DNS   |
| —    | 5      | 5     | Dominik Kozma            | Hungría (HUN)                              | —      | DNS   |
| —    | 6      | 6     | Danila Izotov            | Rusia (RUS)                                | —      | DNS   |

### Semifinales

#### Semifinal 1
| Rank | Línea | Nombre           | Nacionalidad       | Tiempo | Notas |
| ---- | ----- | ---------------- | ------------------ | ------ | ----- |
| 1    | 5     | James Magnussen  | Australia (AUS)    | 47.63  | Q     |
| 2    | 2     | Cesar Cielo      | Brasil (BRA)       | 48.17  | Q     |
| 3    | 6     | Nikita Lobintsev | Rusia (RUS)        | 48.38  | Q     |
| 4    | 4     | Gideon Louw      | Sudáfrica (RSA)    | 48.44  |       |
| 5    | 1     | Fabien Gilot     | Francia (FRA)      | 48.49  |       |
| 6    | 7     | James Roberts    | Australia (AUS)    | 48.57  |       |
| 7    | 3     | Brett Fraser     | Islas Caimán (CAY) | 48.92  |       |
| 8    | 8     | Shaune Fraser    | Islas Caimán (CAY) | 49.07  |       |

#### Semifinal 2
| Rank | Línea | Nombre                | Nacionalidad         | Tiempo | Notas |
| ---- | ----- | --------------------- | -------------------- | ------ | ----- |
| 1    | 4     | Nathan Adrian         | Estados Unidos (USA) | 47.97  | Q     |
| 2    | 8     | Hanser Garcia         | Cuba (CUB)           | 48.04  | RN, Q |
| 3    | 5     | Sebastiaan Verschuren | Países Bajos (NED)   | 48.13  | Q     |
| 4    | 3     | Brent Hayden          | Canadá (CAN)         | 48.21  | Q     |
| 5    | 1     | Yannick Agnel         | Francia (FRA)        | 48.23  | Q     |
| 6    | 7     | Konrad Czerniak       | Polonia (POL)        | 48.44  |       |
| 7    | 6     | Pieter Timmers        | Bélgica (BEL)        | 48.57  |       |
| 8    | 2     | Cullen Jones          | Estados Unidos (USA) | 49.60  |       |

#### Sumario
| Rank | Serie | Línea | Nombre                | Nacionalidad         | Tiempo | Notas |
| ---- | ----- | ----- | --------------------- | -------------------- | ------ | ----- |
| 1    | 1     | 5     | James Magnussen       | Australia (AUS)      | 47.63  | Q     |
| 2    | 2     | 4     | Nathan Adrian         | Estados Unidos (USA) | 47.97  | Q     |
| 3    | 2     | 8     | Hanser Garcia         | Cuba (CUB)           | 48.04  | RN, Q |
| 4    | 2     | 5     | Sebastiaan Verschuren | Países Bajos (NED)   | 48.13  | Q     |
| 5    | 1     | 2     | Cesar Cielo           | Brasil (BRA)         | 48.17  | Q     |
| 6    | 2     | 3     | Brent Hayden          | Canadá (CAN)         | 48.21  | Q     |
| 7    | 2     | 1     | Yannick Agnel         | Francia (FRA)        | 48.23  | Q     |
| 8    | 1     | 6     | Nikita Lobintsev      | Rusia (RUS)          | 48.38  | Q     |
| 9    | 1     | 4     | Gideon Louw           | Sudáfrica (RSA)      | 48.44  |       |
| =    | 2     | 7     | Konrad Czerniak       | Polonia (POL)        | 48.44  |       |
| 11   | 1     | 1     | Fabien Gilot          | Francia (FRA)        | 48.49  |       |
| 12   | 1     | 7     | James Roberts         | Australia (AUS)      | 48.57  |       |
| =    | 2     | 6     | Pieter Timmers        | Bélgica (BEL)        | 48.57  |       |
| 14   | 2     | 2     | Cullen Jones          | Estados Unidos (USA) | 49.60  |       |
| 15   | 1     | 3     | Brett Fraser          | Islas Caimán (CAY)   | 48.92  |       |
| 16   | 1     | 8     | Shaune Fraser         | Islas Caimán (CAY)   | 49.07  |       |

### Final
| Rank              | Línea | Nombre                | Nacionalidad         | Tiempo | Notas |
| ----------------- | ----- | --------------------- | -------------------- | ------ | ----- |
| Medalla de oro    | 5     | Nathan Adrian         | Estados Unidos (USA) | 47.52  |       |
| Medalla de plata  | 4     | James Magnussen       | Australia (AUS)      | 47.53  |       |
| Medalla de bronce | 7     | Brent Hayden          | Canadá (CAN)         | 47.80  |       |
| 4                 | 1     | Yannick Agnel         | Francia (FRA)        | 47.84  |       |
| 5                 | 6     | Sebastiaan Verschuren | Países Bajos (NED)   | 47.88  |       |
| 6                 | 2     | César Cielo           | Brasil (BRA)         | 47.92  |       |
| 7                 | 3     | Hanser Garcia         | Cuba (CUB)           | 48.04  | =RN   |
| 8                 | 8     | Nikita Lobintsev      | Rusia (RUS)          | 48.44  |       |